# Натуральные уравнения
Натуральные уравнения — соотношения на кривизну и кручение бирегулярных кривых. Замечательное свойство натуральных уравнений в том, что по ним можно однозначно восстановить кривую.
Натуральные уравнения, уравнения, выражающие кривизну {\displaystyle k} и кручение {\displaystyle \varkappa } кривой как функции её дуги: {\displaystyle k=k(s)}, {\displaystyle \varkappa =\varkappa (s)}. Наименование «Натуральные уравнения» объясняется тем обстоятельством, что функции {\displaystyle k(s)} и {\displaystyle \varkappa (s)} не зависят от положения кривой в пространстве (от выбора системы координат), а зависят только от формы кривой. Две трижды непрерывно дифференцируемые кривые, имеющие одинаковые натуральные уравнения, могут отличаться друг от друга только положением в пространстве. Иначе говоря, форма кривой однозначно определяется её натуральными уравнениями. Если заданы две непрерывные функции {\displaystyle k(s)} и {\displaystyle \varkappa (s)}, из которых первая положительная, то всегда существует кривая, для которой данные функции являются соответственно кривизной и кручением.

## Натуральные уравнения плоских кривых
Пусть {\displaystyle f(s)} — произвольная гладкая функция. В таком случае существует кривая {\displaystyle \gamma }, единственная с точностью до сохраняющего ориентацию движения плоскости, параметризованная натуральным параметром {\displaystyle s} и такая, что {\displaystyle f(s)=k_{o}(s)} во всех точках кривой. Здесь величина {\displaystyle k_{o}(s)} — ориентированная кривизна кривой {\displaystyle \gamma }.

## Натуральные уравнения в трехмерном пространстве
Пусть {\displaystyle f(s)} и {\displaystyle g(s)} — две произвольные гладкие функции, причём {\displaystyle f(s)} положительна. Тогда существует кривая {\displaystyle \gamma }, параметризованная натуральным параметром {\displaystyle s}, кривизна и кручение которой равны в каждой точке {\displaystyle f(s)} и {\displaystyle g(s)} соответственно. Такая кривая единственна с точностью до движения пространства, сохраняющего ориентацию.